# Architectura Navalis Mercatoria

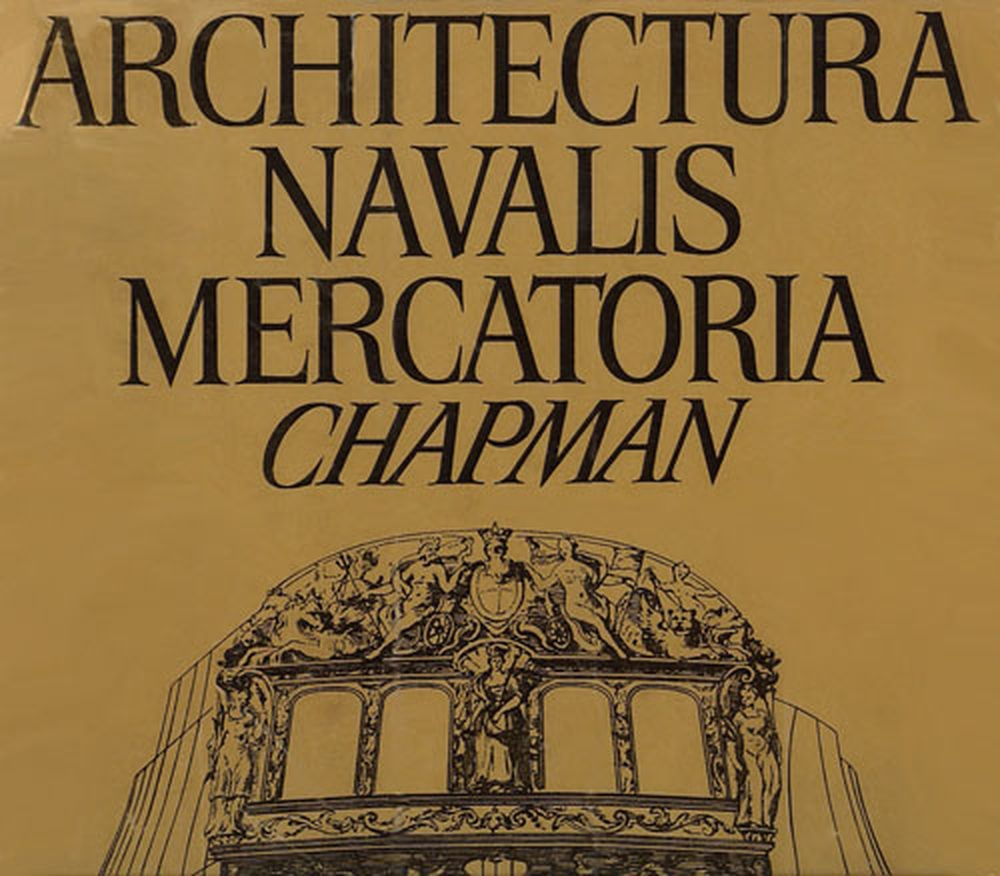
Portada de Architectura Navalis Mercatoria.

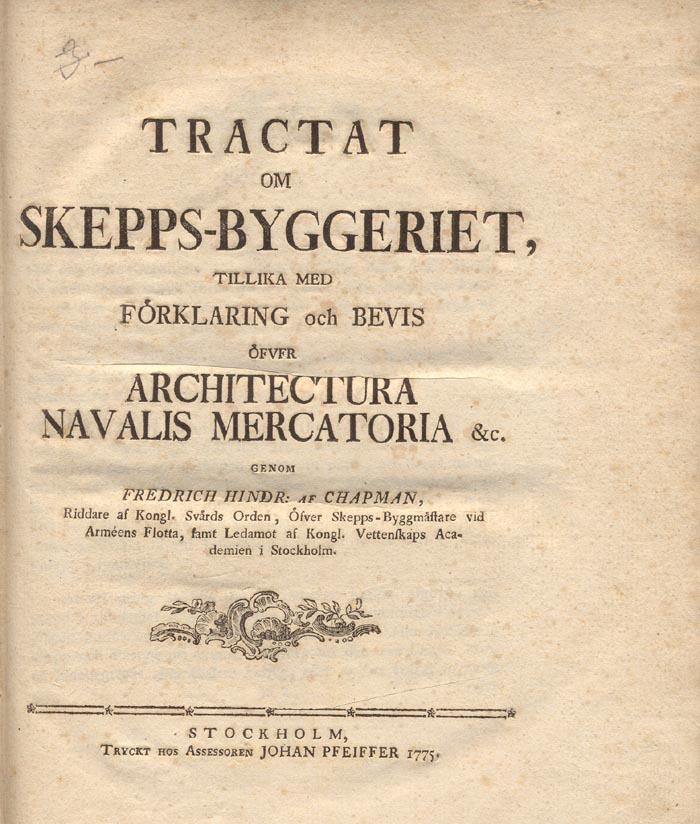
Portada de Tractat om Skepps-byggeriet.

 Architectura Navalis Mercatoria es un tratado de arquitectura naval escrito por el sueco Fredrik Henrik af Chapman y publicado en 1768, que reproduce en 62 láminas los tipos de barcos que él consideró que eran los mejores y más interesantes de su tiempo. 

## Alcance de la obra
En 1765, Chapman pidió permiso en su trabajo como jefe de construcción naval de la flota del Archipiélago, en la base naval de Sveaborg, para trabajar en una recopilación que tituló Architectura Navalis Mercatoria (‘Arquitectura naval mercante’). El trabajo fue encargado por el duque Carlos, hermano del rey Gustav. 
El tratado contiene 62 ilustraciones de buques y embarcaciones menores, de diseños suecos y extranjeros. Algunos de ellos fueron diseños del propio Chapman, pero muchos eran modelos que había visto durante sus visitas a países extranjeros. Hay embarcaciones de todo tipo y tamaños, desde grandes buques a pequeños barcos de pesca.

## Tractat om-Skepps byggerie
El Tractat om-Skepps byggeriet fue pensado para un público internacional y el texto original en sueco se tradujo posteriormente al francés, alemán e inglés. Todas las medidas están expresadas en pies suecos. Así pues, se necesitaron siete años para acabar los textos explicativos que acompañan las láminas. Los gráficos y más tarde el Tractat om-Skepps byggerie (‘Tratado sobre la construcción naval’, de 1775), convirtieron a Chapman en uno de los principales expertos en la construcción naval a nivel mundial. Además, es considerado el primer arquitecto naval de la historia, en el sentido moderno de la palabra, haciendo cálculos matemáticos en el diseño que luego plasmaba en los planos que se empleaban para construir el barco.